# Deadringer
 (octobre 2017).
Si vous disposez d'ouvrages ou d'articles de référence ou si vous connaissez des sites web de qualité traitant du thème abordé ici, merci de compléter l'article en donnant les références utiles à sa vérifiabilité et en les liant à la section « Notes et références ».
Albums de RJD2
Your Face or Your Kneecaps
(2001) 8 Million Stories
(2003)
Deadringer est le premier  album studio et la seconde réalisation du disc jockey, compositeur et producteur de hip-hop américain RJD2, sorti en juillet 2002 sur le label Definitive Jux.
L'album présente des contributions vocales de Blueprint (en), Jakki da Motamouth (en) et Copywrite (en).
Les premières copies comprennent une chanson cachée sur la dernière piste, intitulée Here's What's Left.
Le titre Ghostwriter est présenté dans les publicités pour la Washington's Lottery (en)[réf. nécessaire] et le groupe financier américain Wells Fargo[réf. nécessaire] , ainsi que dans le film La Plus Belle Victoire (en anglais : Wimbledon).

## Liste des titres
Toutes les chansons sont écrites et composées par RJD2.
| 1.    | The Horror                         | 4:11 |
| 2.    | Salud                              | 0:38 |
| 3.    | Smoke and Mirrors                  | 4:26 |
| 4.    | Good Times Roll, Pt.2              | 4:57 |
| 5.    | Final Frontier (feat. Blueprint)   | 4:26 |
| 6.    | Ghostwriter                        | 5:18 |
| 7.    | Cut out to FL                      | 3:43 |
| 8.    | F.H.H. (feat. Jakki tha Motamouth) | 4:31 |
| 9.    | Shot in the Dark                   | 1:21 |
| 10.   | Chicken-Bone Circuit               | 3:54 |
| 11.   | The Proxy                          | 2:15 |
| 12.   | 2 More Dead                        | 5:18 |
| 13.   | Take the Picture Off               | 1:02 |
| 14.   | Silver Fox                         | 3:31 |
| 15.   | June (feat. Copywrite)             | 6:04 |
| 16.   | Work                               | 3:43 |
|       | 'Piste cachée'                     |      |
| 17.   | Here's What's Left                 | 5:58 |
| 67:16 |                                    |      |

Note
- Work dure 3:38 et est suivi par un silence jusqu'à 5:41 lorsque le morceau caché Here's What's Left commence. La piste n'est pas mentionnée sur l'édition elle-même.
- Cette piste cachée n'est pas incluse dans l'édition originale publiée en Europe et au Royaume-Uni par Definitive Jux et Play It Again Sam[16].

| Titres bonus - Réédition remastérisée (RJ’s Electrical Connections, 3 novembre 2009) | Titres bonus - Réédition remastérisée (RJ’s Electrical Connections, 3 novembre 2009) | Titres bonus - Réédition remastérisée (RJ’s Electrical Connections, 3 novembre 2009) | Titres bonus - Réédition remastérisée (RJ’s Electrical Connections, 3 novembre 2009) | Titres bonus - Réédition remastérisée (RJ’s Electrical Connections, 3 novembre 2009) | Titres bonus - Réédition remastérisée (RJ’s Electrical Connections, 3 novembre 2009) | Titres bonus - Réédition remastérisée (RJ’s Electrical Connections, 3 novembre 2009) | Titres bonus - Réédition remastérisée (RJ’s Electrical Connections, 3 novembre 2009) | Titres bonus - Réédition remastérisée (RJ’s Electrical Connections, 3 novembre 2009) | Titres bonus - Réédition remastérisée (RJ’s Electrical Connections, 3 novembre 2009) |
| No                                                                                   | Titre                                                                                | Durée                                                                                |                                                                                      |                                                                                      |                                                                                      |                                                                                      |                                                                                      |                                                                                      |                                                                                      |
| ------------------------------------------------------------------------------------ | ------------------------------------------------------------------------------------ | ------------------------------------------------------------------------------------ | ------------------------------------------------------------------------------------ | ------------------------------------------------------------------------------------ | ------------------------------------------------------------------------------------ | ------------------------------------------------------------------------------------ | ------------------------------------------------------------------------------------ | ------------------------------------------------------------------------------------ | ------------------------------------------------------------------------------------ |
| 17.                                                                                  | Thine Planetarium                                                                    | 9:21                                                                                 |                                                                                      |                                                                                      |                                                                                      |                                                                                      |                                                                                      |                                                                                      |                                                                                      |
| 18.                                                                                  | Before or Since                                                                      | 3:21                                                                                 |                                                                                      |                                                                                      |                                                                                      |                                                                                      |                                                                                      |                                                                                      |                                                                                      |
| 71:58                                                                                |                                                                                      |                                                                                      |                                                                                      |                                                                                      |                                                                                      |                                                                                      |                                                                                      |                                                                                      |                                                                                      |

### Samples
Caractéristique de ce genre de musique, RJD2 utilise un grand nombre de samples, c'est-à-dire des morceaux d'autres musiques, pour la conception des siennes.
Voici les cas notables (liste non exhaustive) :
| The Horror        | - Gershon Kingsley - Hey, Hey |
| Smoke and Mirrors | - Cris Williamson - Waterfall - Marion Black (en) - Who Knows - Steppenwolf - Jupiter Child                                                                                            |
| Final Frontier    | - Bobby Blue Bland - When You Come To The End Of Your Road - Yes - Roundabout |
| Ghostwriter       | - Betty Wright - Secretary - Cream - Outside Woman Blues - Elliott Smith - I Didn't Understand - Paul Desmond - A Taste of Honey - Walter Carlos - Timesteps - William Tell - Overture |
| F.H.H.            | - Mystic Moods Orchestra (en) - Universal Mind |
| Shot in the Dark  | - Michel Legrand - I Still See You (Theme From The Go-Between) |
| 2 more Dead       | - Syl Johnson - Concrete Reservation - Billy Eckstine - Third Child |
| Silver fox        | - The Manhattans - Follow Your Heart |
| June              | - The Sylvers (en) - I Wish That I Could Talk To You - Brian Eno - 2-1 - Steppenwolf - Earschplittenloudenboomer                                                                       |
| Work              | - Alvin Robinson (en) - Something You Got - Grover Washington, Jr. - Black Frost |
| The Proxy         | - Steve Reich - Electric Counterpoints - Fast |